# Offizialmaxime
Die strafprozessuale Offizialmaxime (auch Offizialprinzip) ist eine Prozessmaxime, die besagt, dass die Strafverfolgung grundsätzlich dem Staat bzw. den staatlichen Behörden, also der Staatsanwaltschaft, obliegt, und nicht dem Verletzten. Gegensatz ist die Dispositionsmaxime.

## Geschichte
In frühen Staaten war das Rechtssystem noch nicht in gleichem Maße verstaatlicht wie heute. Die Verfolgung von Rechtsverletzungen war nicht ausdifferenziert in Zivil- und Strafrechtsweg. Stattdessen war in beiden Fällen (mit Ausnahme der Popularklage im römischen Recht) allein der Verletzte befugt, seine Ansprüche klageweise geltend zu machen. Dieses sog. Privatstrafrecht kannte eine Differenzierung gemäß der heutigen zwischen Zivil- und Strafrecht nur hinsichtlich der Rechtsfolge: Während zivilrechtliche Ansprüche nur zum Ersatz des Schadens berechtigten, konnte der Verletzte bei strafrechtlichen Ansprüchen eine darüber hinausgehende Bußzahlung verlangen.
Dieses sog. Akkusationsverfahren des Privatstrafrechts wurde abgeschafft, als der Staat sein Gewaltmonopol auf den Schutz privater Rechte ausweitete und die Verbrechensverfolgung von Amts wegen einleitete.
In jüngerer Zeit finden sich verstärkt Elemente, die als „Abbau der Staatlichkeit“ im Strafverfahren bezeichnet werden können und damit geschichtlich eine Rückbesinnung auf das Privatstrafrecht darstellen. Dies sind zum einen der Täter-Opfer-Ausgleich, bei dem der Staat auf seinen Strafanspruch bei Einigung zwischen Täter und Opfer oder bei Schadenswiedergutmachung durch den Täter verzichten kann, und zum anderen Verfahren der Restorative Justice, die auf eine Konfliktlösung ohne Rückgriff auf den staatlichen Strafanspruch abzielen.

## Inhalt der Offizialmaxime
Im Strafverfahren obliegt es den staatlichen Organen Anklage zu erheben (Akkusationsprinzip). Ohne Bedeutung ist dabei der Wille der Betroffenen. Auch gegen den erklärten Willen des Opfers einer Straftat sind die Strafverfolgungsbehörden gehalten zu ermitteln. Dies folgt aus dem Legalitätsprinzip. Diese Maxime wird jedoch an verschiedenen Stellen durchbrochen. So ist bei einigen Straftatbeständen, insbesondere solchen mit Bagatellcharakter oder mit höchstpersönlichem Einschlag, vor einer Strafverfolgung ein Strafantrag des Geschädigten nötig oder er darf selbst den Weg der (strafrechtlichen) Privatklage beschreiten.
Die Offizialmaxime ist eine Prozessmaxime. Sie ist nicht zu verwechseln mit der Inquisitionsmaxime (Untersuchungs-, Amtsermittlungsgrundsatz), nach der ein Gericht bzw. eine Behörde den Sachverhalt von sich aus ermitteln muss und darin nicht auf das Vorbringen oder die Beweisanträge der Parteien beschränkt ist.
Im Zivilprozess und im Verwaltungsprozess herrscht dagegen im Übrigen überwiegend die gegenteilige Dispositionsmaxime.